# توماس کوک
توماس کوک (انگلیسی: Thomas Cook؛ ۲۲ نوامبر ۱۸۰۸ – ۱۸ ژوئیهٔ ۱۸۹۲) کارآفرین، بازرگان و مدیر ارشد اجرایی بریتانیایی بود، که گروه توماس کوک را تأسیس نمود.